# JSだって!!いましかない!!
「JSだって!!いましかない!!」は、2014年8月20日に発売されたPocchimoのシングル。

## 解説
石井萌々果、畑芽育、信太真妃からなるユニット唯一のシングル。表題曲はJS（女子小学生）の気持ちを代弁したリアルな歌詞に仕上がり、メロディは懐かしくソウルフルな曲調に仕上がった。

## 批評
CDジャーナルは「瑞々しくはじけるようなメロディが印象的だが、メンバーたちの置かれた境遇を代弁したような等身大の歌詞がとりわけ耳を惹く。過剰な演技や作為のない素直なボーカルも好感が持てる」と評した。

## 収録曲
- 両楽曲共に、作詞：松井五郎／作曲・編曲：馬飼野康二

1. JSだって!!いましかない!!（3分52秒）
2. 羽ばたけ 青空（3分55秒）
3. JSだって!!いましかない!!（Off Vocal Ver.）
4. 羽ばたけ 青空（Off Vocal Ver.）